# Ian Stewart (atleta)
Ian Stewart (Reino Unido, 15 de enero de 1949) es un atleta británico retirado, especializado en la prueba de 5000 m en la que llegó a ser medallista de bronce olímpico en 1972.

## Carrera deportiva
En los JJ. OO. de Múnich 1972 ganó la medalla de bronce en los 5000 metros, con un tiempo de 13:27.61 segundos, llegando a meta tras el finlandés Lasse Virén (oro que 13:25.42 segundos que fue récord olímpico) y el tunecino Mohammed Gammoudi.